# Шарль д'Альбер Люїнь
Шарль д'Альбер Люїнь (*Charles d'Albert, 5 серпня 1578 —15 грудня 1621) — французький державний та військовий діяч, конетабль Франції.

## Біографія
Походив з дрібного роду шевальє д'Альбер. Втім його хрещеним був король Генріх IV. Згодом був пажом при королівському дворі, де потоваришував з дофіном, майбутнім королем Людовиком XIII. З часом отримав над останнім значний вплив, ставши міньйоном короля. Після смерті Генріха IV вплив Люїня ще більше зріс. У 1611 році він стає головним сокільничем, у 1615 році — губернатором королівського замку Амбуаз. У 1616 році — комендантом Лувра. Водночас він допомагав Людовику у боротьбі із впливовим фаворитом регентки Марії Медічі — Кончіно Кончіні. У 1616 році останній несподівано прибув до Парижу зі своєї поїздки Францією. Кончіні планував за допомогою Медічі знищити своїх ворогів при дворі. Втім Люїнь його випередив — 24 квітня 1617 року, коли Кончіні увійшов до двору Лувра, його було вбито за наказом Люїня. Після цього Люїнь фактично очолив уряд Франції. Регентство Марії Медічі було скасовано, а її відправлено до Блуа. Урядовців Кончіні відправлено у відставку. Один з них, майбутній кардинал, Арман Рішельє, тоді єпископ Люсон вирушив услід за Марією Медічі й добровільно став інформувати Люїня про її дії.
Водночас Шарль Люїнь захопив усі посади Кончіні, окрім звання маршала, яке передав своєму братові Оноре д'Альбре у 1619 році. Значна частина статків також перейшла до Люїня. Втім більшу частину отримала удова Кончіні — Леонора Гаїгаї. Тоді д'Альбер організував процес щодо чаклунства, в якому звинуватив Гаїгаї, яка була засуджена й спалена на Гревській площі. Усе її майно отримав Люїнь. У 1617 році, щоб увійти до аристократії, пошлюбив представницю роду Роан. Водночас слідкував за своїми ворогами: заслав Рішельє до Авіньйона.
У 1619 році після втечі Марії Медічі розпочалися бойові дії, в яких брав участь Люїнь. Було укладено Ангулемський мир, за яким Марія отримала область Анжу. остаточно підтверджено цю угоду лише у 1620 році після низки бойових дій у Нормандії. При цьому Люїнь завадив їй повернутися до королівського ради. Того ж року стає конетаблем Франції (після відмови Ледіг'єра перейти у католицтво), герцогом й пером. Незабаром після цього й хранителем королівської печатки.
Того ж року разом з королем рушив проти протестантів. Вони з легкістю заволоділи Беарном, де влада та вплив гугенотів були скасовані. Після цього було захоплено фортецю Клерак, але біля Монтобан та Ло Рошелі Люїнь зазнав невдачі. Водночас зростало невдоволення діяльністю Люїня серед аристократії та принців крові. Люїнь починає вести перемовини з військовим ватажком гугенотів Анрі де Роаном, які не встигає завершити й помирає від скарлатини 15 грудня 1621 року.

## Родина
Дружина — Марія (1600–1679), донька Еркюля де Роана, герцога Монбазон
Діти:
- Людовик-Шарль (1620–1699), 2-й герцог Люїнь
- Анна-Марія (1622–1646)